# Niederbüren
Niederbüren ist eine politische Gemeinde des Kantons St. Gallen in der Schweiz.

## Geographie

Historisches Luftbild aus 400 m von Walter Mittelholzer von 1923

Niederbüren liegt an der Thur an der Hauptstrasse zwischen Wil SG und Bischofszell. Der tiefste Punkt Niederbürens befindet sich am Huserfelsen an der Kantonsgrenze zum Kanton Thurgau mit 474 m ü. M. Der höchste Punkt ist beim Lindenberg mit 624 m ü. M.
Die Nachbargemeinden sind nördlich Bischofszell, im Westen Niederhelfenschwil, im Süden Oberbüren und im Osten Gossau SG und Waldkirch SG.

## Geschichte
Niederbüren wird erstmals 737 unter dem Namen Gaulichsbüren in einer Schenkungsurkunde an das Kloster St. Gallen erwähnt. Um 1100 tauchte das Wort Burron Inferior erstmals auf, 1275 wurde das deutsche Wort Niederun Burron (für Burron Inferior) erwähnt. Zu dieser Zeit war der Abt von St. Gallen Grundherr über das Gebiet Niederbüren. Im 13. Jahrhundert besass Niederbüren eine eigene Kirche. 1761–1763 wurde eine neue Kirche, St. Michael, im barocken Stil errichtet. Architekt war Johann Michael Beer von Bildstein, den Stuck schuf Johann Georg Gigl. Seit 1803 ist Niederbüren eine eigenständige politische Gemeinde des Kantons St. Gallen.
Auf dem heutigen Gemeindegebiet existierten drei oder vier Burgen, die Rätenberg, Geissberg, Lindenberg und Hertenberg. Heute sind nur noch von der Lindenberg Mauerreste erkennbar.

## Sonstiges
Ein Merkmal von Niederbüren ist der in einer schönen Umgebung an der Thur gelegene eingebettete Golfplatz. Das Dorf ist weiters bekannt für seine aktiven Vereine.